# Decúbito prono

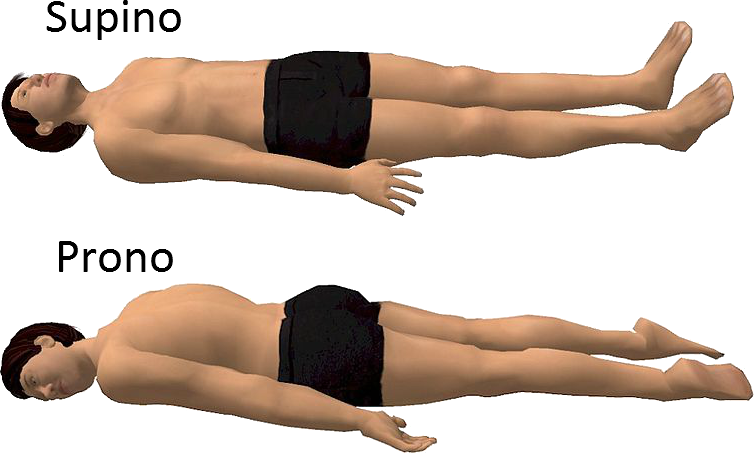
Posición de decúbito

El decúbito prono (o decúbito ventral) es una posición anatómica del cuerpo humano que se caracteriza por:
- Posición corporal tendido boca abajo y la cabeza de lado (es la posición ideal de un paciente).
- Cuello en posición neutra.
- Miembros superiores extendidos pegados al tronco y con las palmas de las manos hacia arriba.
- Extremidades inferiores también extendidas con la planta de los pies hacia arriba en flexión neutra, el empeine del pie y punta de los dedos hacia abajo.

Se utiliza como un gesto técnico en medicina y puede ser utilizado como maniobra de inmovilización por la policía, aunque su uso es controvertido debido a los riesgos de fallecimiento en la persona inmovilizada.
Tiene su origen en el latín, de la palabra decubĭtus, acostado.

## Usos en medicina

### Usos en cirugía
No es tan frecuentemente usada en cirugía como la posición de decúbito supino. Se usa principalmente para el abordaje de la columna vertebral.

### Usos en servicios de reanimación
Esta maniobra es antigua y poco costosa, pero relativamente poco utilizada en los servicios de reanimación moderna, debido a las reticencias por desconocimiento del procedimiento, el temor a complicaciones y la dificultad de la técnica.

## Usos policiales
El decúbito ventral, con sujeción sobre el vientre, puede ser utilizado como técnica de inmovilización. A menudo asociado con una compresión del tórax o del abdomen, el uso del decúbito ventral puede llevar a la muerte de la persona inmovilizada por asfixia si la posición se prolonga.

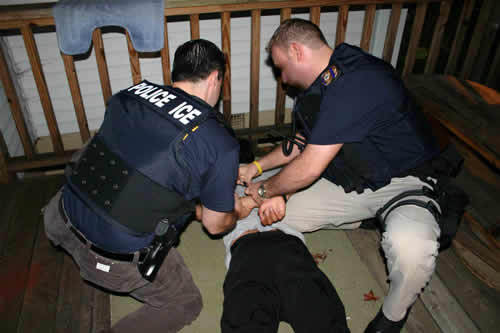
Puesta en posición boca abajo durante una operación policial.

### En Estados Unidos
En los Estados Unidos, la práctica está prohibida en varias ciudades. Se prohibió en Los Ángeles en 1980, después de que la ciudad experimentara una decena de muertes. Nueva York hizo lo mismo en 1993.
En mayo de 2020, el decúbito ventral fue utilizado por un policía durante la detención de George Floyd en Minneapolis, quien fallece en cuestión de minutos (el decúbito ventral se acompañó de un gesto adicional: una compresión de la rodilla sobre su cuello). Esto tuvo como consecuencia disturbios y manifestaciones en varias ciudades en los Estados Unidos y en todo el mundo, para protestar contra la violencia policial y particularmente contra la comunidad negra, con el movimiento Black Lives Matter.

### En Francia
La puesta en decúbito ventral está autorizada en Francia, con la excepción de las fuerzas de la policía de fronteras, desde una muerte en 2003.
Un informe de Amnistía Internacional fechado en 2011 condena la práctica del decúbito ventral por parte de Francia. Para la Comisión Nacional de Deontología de la Seguridad francesa, "esta forma de inmovilización ha sido identificada por la práctica internacional como altamente peligrosa para la vida". En 2016, otra asociación de defensa de los derechos humanos, la Acción de los Cristianos para la Abolición de la Tortura, solicita en un informe sobre la violencia policial que el decúbito ventral sea explícitamente prohibido.

### En Argentina
En agosto de 2023 la violenta represión de una manifestación pacífica en el Obelisco de Buenos Aires resultó en la muerte del exguerrillero de las FARC Facundo Molares. Durante una asamblea de las organizaciones MTR, Votamos Luchar y Rebelión Popular, la policía porteña intervino sin incidente previo, golpeando y arrojando al suelo a los manifestantes. Molares fue aplastado por los efectivos y se encontraba en estado crítico cuando una fotoperiodista presente exigió que lo liberaran, ya que estaba sufriendo un infarto. A pesar de que finalmente se retiró la rodilla de su cabeza, ya mostraba escasos signos vitales y terminaría muerto. La respuesta a este incidente incluyó un masivo repudio por parte de organizaciones políticas, sociales, sindicales y de derechos humanos, en contraste con las justificaciones de referentes de Juntos por el Cambio, quienes respaldaron el operativo policial.